# Пианхи
Пианхи (Пи) — царь Кушитского царства и фараон Древнего Египта, правивший приблизительно в 746 — 716 годах до н. э.
Установил власть XXV династии в Египте. Пианхи (сокращённый вариант транслитерации Пи) был сыном Кашты.

## Биография

### Происхождение
Пианхи был сыном фараона Кашта и королевы Пебатмы. Вероятно, у него было 3 или 4 жены:
- Абар[англ.] - мать их сына, будущего фараона Тахарка;
- Табиру - дочь фараона Алара и его жены Касага;
- Пексатер
- возможно, Кхенса.

Дети фараона Пианхи:
- Фараон Шабака[2] некоторыми учёными считается младшим братом Пианхи[1][3];
- Фараон Тахарка;
- Супруга бога Амона царевна Шепенвепет II[англ.];
- Царица Калхата (англ. Qalhata) - жена фараона Шабатаки, мать фараона Тануатамона;
- Царица Такахатенамун[англ.] - жена фараона Тахарки;
- Царица Арти - жена фараона Шабатака;
- Принц Хар известен по надписи в захоронении TT34 в Аль-Ассасифе, в Фивах, упоминающую его дочь Ваджеренес;
- Принц Халиут - губернатор Канада, упомянут в стеле из Джебель-Баркала;
- Царевна Мутирдис (?) - жрица богинь Хатхор и Мут в Фивах[3]. (По другим данным, просто дочь местного правителя[2].)

### Правление
В 728 году до н. э. Пианхи захватил Фивы, где заставил верховную жрицу Амона, дочь фараона Осоркона IV, Шепенопет удочерить свою сестру и жену Аменарис, и сделать её верховной жрицей. При поддержке жречества Амона, которому по древней традиции поклонялись и в Нубии, Пианхи начал продвижение на север. Приблизительно к 726 году до н. э. Пианхи уже владел Верхним Египтом до Гераклеополя и держал там свои гарнизоны.
В 21-й год царствования Пианхи (ок. 726 год до н. э.) подчинённые нубийские начальники Верхнего Египта донесли ему, что Тефнахт правитель Саиса покорил царьков всей западной Дельты и обоих берегов Нила ниже её почти до Бени-Хасана. Кроме того, он подчинил себе правителей восточной Дельты, то есть фактически он стал царём Нижнего Египта. Царь Гермополя Немарат добровольно признал власть Тефнахта, и совместно они осадили Пефнифдибаста, царя Гераклеополя в его городе.
Обеспокоенный успехами Тефнахта Пианхи послал против него сильное войско. Армия северян, двигающаяся на Фивы, была разбита кушитами в речном сражении, и отступила к Гераклеополю, где в двух сражениях вновь потерпела поражения. После чего Тефнахт отступил в Мемфис, а его союзник Немарат вернулся в Гермополь, чтобы защищать свой родной город. Царь Пефнифдибаст из Гераклеополя с радостью признал власть Пианхи.

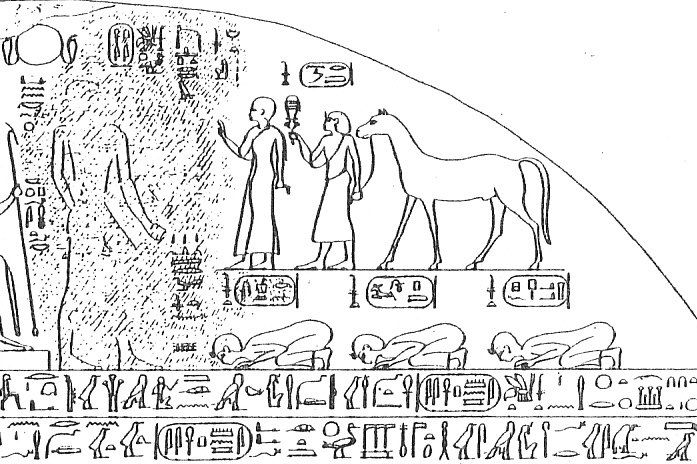
Изображение в верхней части «Победной стелы Пианхи». Изображение царя Пианхи выскоблено, вероятно, во время смут после его смерти. Перед ним царь Гермополя Немарат со своей женой и ведущий под уздцы коня в дар Пианхи. Ниже распростёрлись ниц перед Пианхи царь Таниса Осоркон IV, царь Леонтополя Иупут II и царь Гераклеополя Пефнифдибаст. Гранитная стела Пианхи найдена в Джебель-Баркале и теперь находится в Каирском музее

Узнав о том, что Немарат ускользнул и заперся в Гермополе, а армия Тефнахта отступила в Мемфис, Пианхи решил сам прибыть в Египет и лично руководить своей армией. Выстипив из Куша, Пианхи по дороге посетил Фивы, где участвовал в празднике в честь Амона. Пока Пианхи находился в пути, кушитские полководцы взяли города Оксиринх, Тетехен и Хатбену.

"много серебра, золота, ляпис-лазури, малахита, бронзы и драгоценных камней. Он привёл коня правой рукой, держа в левой систр из золота и ляпис-лазури. Его величество вышел из своего дворца и направился в храм Тота, владыки Гермополя. Он заклал быков, телят и гусей отцу своему Тоту, владыке Гермополя, и Огдоаде в храме Огдоады. Солдаты Гермопольской области ликовали и радостно восклицали… Потом его величество пошёл в дом царя Немарата. Он вошёл в каждое помещение дворца, его казну и склады. Подвели к нему царских жен и дочерей; они приветствовали его величество, как это делают женщины. Не обратил на них внимания его величество и пошёл в конюшню жеребцов и стойла кобыл. Он заметил, что они заморены голодом, и сказал: «Клянусь любовью Ра, для моего сердца самое отвратительное — так морить лошадей. Это хуже всех преступлений, которые ты совершил. Разве ты не знаешь, что тень бога на мне и он не даст погибнуть судьбе моей… Клянусь духом его, я не делаю ничего без него: он повелевает мне делать».
После чего Пианхи двинулся на север. Города Пер-Сехемхеперра, Мер-Атум и Ит-Тауи сдались без боя. Достигнув Мемфиса эфиопы нашли, что город сильно укреплен Тефнахтом, который считал его частью своего царства. Мемфис был взят в ходе штурма со стороны гавани, менее защищённой. Тефнахт отступил в Месед. Все остальные цари и правители Дельты признали власть Пианхи, и послали ему дары. Особую преданность Пианхи выказал князь Атрибиса Педиисе, который пригласил Пианхи к себе в город. Под руководством Пидиисе взят Мисед и перебиты все его жители. В награду Пианхи пожаловал ему захваченный город. И хотя Тефнах снова ускользнул на северо-запад Дельты, он всё же вынужден был признать власть Пианхи, и послал ему дары. После чего Пианхи удалился в Фивы.

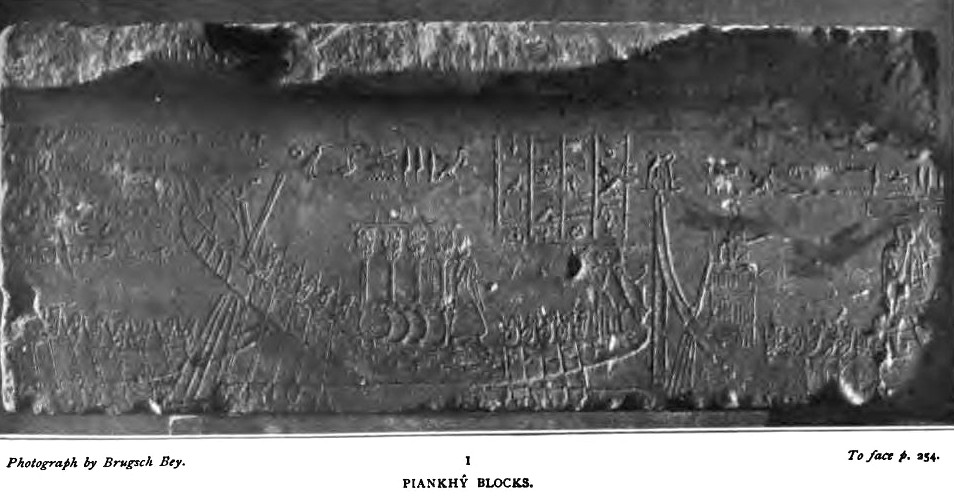
Прибытие кораблей Пианхи в Нубию. Рельеф в храме Мут

Легкость победы нубийского царя в Египте объясняется тем, что Пианхи запретил грабить покоренные города и убивать мирное население, обрушив свои репрессии только на явных врагов. В храме Птаха в Мемфисе Пианхи принёс жертвоприношения. Жречество было довольно и признало власть нубийцев. Великий полководец, фараон Пианхи, оставил наследникам следующее военное правило:
«Никогда не нападайте на неприятеля ночью, словно игроки, но сражайтесь только тогда, когда видно. Объявите врагу сражение издали. Сражайтесь, когда он объявит это. Если союзники его будут в ином городе, да дождется он их».
Видимо Пианхи владел Фивами достаточно долго, так как он сделал там кое-какие пристройки в храме Мут, где он оставил рельеф с изображением триумфального путешествия его судов, при возвращении с севера. Среди судов находилась и государственная барка Саиса. После его ухода из Фив, власть там захватил фараон Осоркон IV.
В Нубии в своей столице Напате Пианхи воздвиг в храме Амону великолепную гранитную плиту, исписанную со всех четырёх сторон подробным изложением всей кампании, во время которой он, сын Амона, унизил противников своего отца на Севере.

### Имя
| G5 |

| G5 |

| S29 | R4 · X1 · Q3 | N19 · I9 |

| S29 | R4 · X1 · Q3 | N19 · I9 |

| E1 | N19 · I9 |

| E1 | N19 · I9 |

| E1 · D40 | N28 | G17 | R19 | X1 · O49 |

| E1 · D40 | N28 | G17 | R19 | X1 · O49 |

| G16 |

| G16 |

| S38 | N29 · I6 | G17 | X1 · O49 |

| S38 | N29 · I6 | G17 | X1 · O49 |

| nswt&bity |

| nswt&bity |

| N5 | F12 | U1 | Ba15s · Aa11 · Ba15as · D36 · X1 |

| N5 | F12 | U1 | Ba15s · Aa11 · Ba15as · D36 · X1 |

| N5 | F12 | U1 | Ba15s · Aa11 · Ba15as · D36 · X1 |

| N5 | F12 | U1 | Ba15s · Aa11 · Ba15as · D36 · X1 |

| N5 | F12 | U1 | Ba15s · Aa11 · Ba15as · D36 · X1 |

| N5 | F12 | U1 | Ba15s · Aa11 · Ba15as · D36 · X1 |

| N5 | F12 | U1 | Ba15s · Aa11 · Ba15as · D36 · X1 |

| N5 | F12 | U1 | Ba15s · Aa11 · Ba15as · D36 · X1 |

| N5 | F12 | Aa11 · X1 |

| N5 | F12 | Aa11 · X1 |

| N5 | F12 | Aa11 · X1 |

| N5 | F12 | Aa11 · X1 |

| N5 | F12 | Aa11 · X1 |

| N5 | F12 | Aa11 · X1 |

| N5 | F12 | Aa11 · X1 |

| N5 | F12 | Aa11 · X1 |

| N5 | S29 | F35 | I9 · D21 |

| N5 | S29 | F35 | I9 · D21 |

| N5 | S29 | F35 | I9 · D21 |

| N5 | S29 | F35 | I9 · D21 |

| N5 | S29 | F35 | I9 · D21 |

| N5 | S29 | F35 | I9 · D21 |

| N5 | S29 | F35 | I9 · D21 |

| N5 | S29 | F35 | I9 · D21 |

| G39 | N5 |

| G39 | N5 |

| Q3 | S34 | M17 | M17 |

| Q3 | S34 | M17 | M17 |

| Q3 | S34 | M17 | M17 |

| Q3 | S34 | M17 | M17 |

| Q3 | S34 | M17 | M17 |

| Q3 | S34 | M17 | M17 |

| Q3 | S34 | M17 | M17 |

| Q3 | S34 | M17 | M17 |

| Q3 | M17 | M17 | S34 |

| Q3 | M17 | M17 | S34 |

| Q3 | M17 | M17 | S34 |

| Q3 | M17 | M17 | S34 |

| Q3 | M17 | M17 | S34 |

| Q3 | M17 | M17 | S34 |

| Q3 | M17 | M17 | S34 |

| Q3 | M17 | M17 | S34 |

| M17 | Y5 · N35 · N36 | Q3 | S34 | M17 | M17 |

| M17 | Y5 · N35 · N36 | Q3 | S34 | M17 | M17 |

| M17 | Y5 · N35 · N36 | Q3 | S34 | M17 | M17 |

| M17 | Y5 · N35 · N36 | Q3 | S34 | M17 | M17 |

| M17 | Y5 · N35 · N36 | Q3 | S34 | M17 | M17 |

| M17 | Y5 · N35 · N36 | Q3 | S34 | M17 | M17 |

| M17 | Y5 · N35 · N36 | Q3 | S34 | M17 | M17 |

| M17 | Y5 · N35 · N36 | Q3 | S34 | M17 | M17 |

| M17 | M17 | S34 | Q3 | C12 | N36 | W2 | X1 | G39 |

| M17 | M17 | S34 | Q3 | C12 | N36 | W2 | X1 | G39 |

| M17 | M17 | S34 | Q3 | C12 | N36 | W2 | X1 | G39 |

| M17 | M17 | S34 | Q3 | C12 | N36 | W2 | X1 | G39 |

| M17 | M17 | S34 | Q3 | C12 | N36 | W2 | X1 | G39 |

| M17 | M17 | S34 | Q3 | C12 | N36 | W2 | X1 | G39 |

| M17 | M17 | S34 | Q3 | C12 | N36 | W2 | X1 | G39 |

| M17 | M17 | S34 | Q3 | C12 | N36 | W2 | X1 | G39 |

| V10A | O29 · O1 | G7 | Q3 | Z5 | M17 | M17 | Z5 | V11A | H8 | Z1 | Q1 | X1 · H8 | Z5 | U6 | HASH |

| V10A | O29 · O1 | G7 | Q3 | Z5 | M17 | M17 | Z5 | V11A | H8 | Z1 | Q1 | X1 · H8 | Z5 | U6 | HASH |

## Продолжительность правления
Долго считалось, что наиболее поздний известный год правления Пианхи — 24-й. 10-й день, III месяца сезона Ахет 24-го года правления Пианхи упоминается на стеле из оазиса Дахла (теперь в музее Ашмола № 1894). Однако в начале 2006 года возле поминального храма царицы Хатшепсут в Дейр эль-Бахри обнаружена гробница визиря Южного Египта Падиамонета, сына Памиу, содержащая погребальную надпись, датированную 27-м годом Пианхи.
В великом храме Амона в Джебель-Баркале сохранились рельефы показывающие Пианхи, празднующего юбилей Хеб-сед, традиционно отмечающийся в 30-м году царствования фараона. Однако, нет полной уверенности, что эти сцены изображают действительные исторические события, а не были приготовлены заранее для предстоящего празднования. Возможно, что Пианхи планировал организовать праздник Хеб-сед в этом храме, для чего вербовал ремесленников-египтян, чтобы украсить его, но до юбилея не дожил. Хотя открытие надписи от 27-го года правления делает сценарий того, что Пианхи дожил до 30-го года правления и действительно справлял праздник тридцатилетия царствования, очень даже вероятным.
Надпись на статуе сына и Верховного жреца Амона Харемахета (XXV династия) помогла установить последовательность правителей после Пианхи: Шабатака правил ранее Шабаки, а не наоборот.

## Гробница
Пианхи умер в 721 году до н. э. и похоронен в некрополе Эль-Курру, в гробнице KU17, построенной в форме пирамиды по египетскому образцу. Гробница имеет вход с восточной стороны, где 19-ступенчатая лестница ведёт в погребальную камеру, высеченную в скале, и накрытую кирпичной ступенчатой пирамидой.
Рядом с пирамидой были также захоронены его четыре лошади, большим любителем, которых, очевидно, был Пианхи. Лошади захоронены в стоячем положении, в полном парадном снаряжении. Неподалёку от пирамиды Пианхи располагались гробницы нескольких других членов династии.